# Pneumodesmus newmani
Lo pneumodesmo (Pneumodesmus newmani) è un artropode estinto appartenente ai miriapodi. Visse nel Siluriano superiore (circa 428 milioni di anni fa) e i suoi resti fossili sono stati ritrovati in Scozia. È il più antico miriapode noto, e anche la più antica creatura vissuta sulla terraferma rinvenuta sinora.

## Descrizione
Questo animale è noto solo per un frammento lungo un centimetro, sufficiente tuttavia a ipotizzarne l'aspetto. Doveva essere simile agli attuali millepiedi, con un corpo allungato diviso in segmenti e due arti per segmento. Il frammento mostra piccole carene (paranota) nella parte alta del corpo, e lunghe zampe sottili. La parte dorsale di ogni segmento corporeo era ornamentata da una barra orizzontale e tre file di protuberanze di forma più o meno esagonale.

## Scoperta e classificazione
Il fossile venne scoperto da Mike Newman, un guidatore di bus e paleontologo dilettante di Aberdeen, in un livello di rocce di arenaria nella zona di Cowie, nei pressi di Stonehaven. Al fossile, descritto ufficialmente nel 2004, venne poi dato l'epiteto specifico newmani in onore dello scopritore. L'olotipo è conservato nel Museo Nazionale di Scozia, a Edimburgo. Il nome generico deriva dal greco pneumato ("aria" o "respiro") e desmus ("banda", un suffisso comune tra i nomi di millepiedi) con riferimento alla capacità dell'animale di respirare aria. 
Pneumodesmus appartiene al gruppo degli Archipolypoda, millepiedi arcaici che comprendono i più antichi animali vissuti sulla terraferma. Tra gli altri rappresentanti di questo gruppo si ricordano i grandi Euphoberia e Acantherpestes, tipici delle foreste carbonifere.

## Significato dei fossili
Il fossile di Pneumodesmus è importante perché la sua cuticola contiene aperture che sono state interpretate come spiracoli, ovvero parte di un sistema di scambio di gas che avrebbe funzionato solo con l'aria. Ciò renderebbe P. newmani il primo artropode dotato di un sistema tracheale, e quindi il primo animale terrestre a respirare ossigeno. 
Tracce fossili di miriapodi sono note almeno dall'Ordoviciano superiore, ma P. newmani è il primo fossile di millepiedi ed è datato a circa 428 milioni di anni fa. I primi centopiedi sono apparsi circa 10 milioni di anni dopo e il primo vertebrato in grado di uscire sulla terraferma, Tiktaalik, è più giovane di circa 50 milioni di anni. Durante il Siluriano, le rocce che sarebbero poi diventate parte della Scozia erano parte del continente Laurentia, in una zona tropicale dell'emisfero meridionale.